# Takácsy Nagy Lóránd
Takácsi Nagy Loránt Jenő Pál (Székesfehérvár, 1901. június 2. – Székesfehérvár, 1984. szeptember 4.) magyar gyógyszerész.

## Életpályája
Szülei Takácsi Nagy József gyógyszerész és Lauschmann Mária voltak. Iskoláit Székesfehérváron végezte el. 1923-ban a Budapesti Orvostudományi Egyetemen gyógyszerészi diplomát kapott. 1926-ban a Budapesti Orvostudományi Egyetemen gyógyszerészdoktori végzettséget szerzett. A családi Isteni Gonviselés gyógyszertár tulajdonosa volt az államosításig. Szakfelügyelői tanfolyamot végzett; 10 évig a Fejér Megyei Gyógyszertári Központ szakfelügyelője volt. Nyugdíjba vonulása után a Közép-dunántúli Vízügyi Főigazgatóság laboratóriumát vezette.
Sírja Székesfehérváron, a Hosszú Temetőben, a családi sírboltban található (I. parcella, 7. sor, 13. sír).